# Gjemnes
Gjemnes est une kommune de Norvège. Elle est située dans le comté de Møre og Romsdal.